# Lista över republikanska presidentkandidater
Detta är en lista över samtliga president- respektive vice-presidentkandidater från det republikanska partiet sedan 1856. Årtalet anger valåret. Presidentval hålls alltid i november (formellt i december när de nyvalda elektorerna utser presidenten). Den segrande presidentkandidaten tillträder sedan ämbetet i januari året efter.
| År   | Presidentkandidat    | Vicepresidentkandidat | Resultat            |
| 1856 | John C. Frémont      | William L. Dayton     | Förlorade valet     |
| 1860 | Abraham Lincoln      | Hannibal Hamlin       | Vann valet          |
| 1864 | Abraham Lincoln      | Andrew Johnson        | Vann valet (1)(2)   |
| 1868 | Ulysses Grant        | Schuyler Colfax       | Vann valet          |
| 1872 | Ulysses Grant        | Henry Wilson          | Vann valet (3)      |
| 1876 | Rutherford B. Hayes  | William A. Wheeler    | Vann valet          |
| 1880 | James Garfield       | Chester Arthur        | Vann valet (2)      |
| 1884 | James Blaine         | John A. Logan         | Förlorade valet     |
| 1888 | Benjamin Harrison    | Levi P. Morton        | Vann valet          |
| 1892 | Benjamin Harrison    | Whitelaw Reid         | Förlorade valet     |
| 1896 | William McKinley     | Garret Hobart         | Vann valet (3)      |
| 1900 | William McKinley     | Theodore Roosevelt    | Vann valet (2)      |
| 1904 | Theodore Roosevelt   | Charles W. Fairbanks  | Vann valet          |
| 1908 | William Howard Taft  | James S. Sherman      | Vann valet          |
| 1912 | William Howard Taft  | Nicholas M. Butler    | Förlorade valet (4) |
| 1916 | Charles Evans Hughes | Charles W. Fairbanks  | Förlorade valet     |
| 1920 | Warren G. Harding    | Calvin Coolidge       | Vann valet (5)      |
| 1924 | Calvin Coolidge      | Charles G. Dawes      | Vann valet          |
| 1928 | Herbert Hoover       | Charles Curtis        | Vann valet          |
| 1932 | Herbert Hoover       | Charles Curtis        | Förlorade valet     |
| 1936 | Alf Landon           | Frank Knox            | Förlorade valet     |
| 1940 | Wendell Willkie      | Charles L. McNary     | Förlorade valet     |
| 1944 | Thomas Dewey         | John W. Bricker       | Förlorade valet     |
| 1948 | Thomas Dewey         | Earl Warren           | Förlorade valet     |
| 1952 | Dwight D. Eisenhower | Richard M. Nixon      | Vann valet          |
| 1956 | Dwight D. Eisenhower | Richard M. Nixon      | Vann valet          |
| 1960 | Richard M. Nixon     | Henry Cabot Lodge, Jr | Förlorade valet     |
| 1964 | Barry Goldwater      | William E. Miller     | Förlorade valet     |
| 1968 | Richard M. Nixon     | Spiro Agnew           | Vann valet          |
| 1972 | Richard M. Nixon     | Spiro Agnew           | Vann valet (6)      |
| 1976 | Gerald Ford          | Bob Dole              | Förlorade valet     |
| 1980 | Ronald Reagan        | George H.W. Bush      | Vann valet          |
| 1984 | Ronald Reagan        | George H.W. Bush      | Vann valet          |
| 1988 | George H.W. Bush     | Dan Quayle            | Vann valet          |
| 1992 | George H.W. Bush     | Dan Quayle            | Förlorade valet     |
| 1996 | Bob Dole             | Jack Kemp             | Förlorade valet     |
| 2000 | George W Bush        | Dick Cheney           | Vann valet          |
| 2004 | George W Bush        | Dick Cheney           | Vann valet          |
| 2008 | John McCain          | Sarah Palin           | Förlorade valet     |
| 2012 | Mitt Romney          | Paul Ryan             | Förlorade valet     |
| 2016 | Donald Trump         | Mike Pence            | Vann valet          |
| 2020 | Donald Trump         | Mike Pence            | Förlorade valet     |
| 2024 | Donald Trump         | J.D. Vance            | Vann valet          |